# Quan hệ ngoại giao của Các Tiểu vương quốc Ả Rập Thống nhất

Các quốc gia đặt quan hệ ngoại giao với Các Tiểu vương quốc Ả Rập Thống nhất.

Quan hệ ngoại giao của Các Tiểu vương quốc Ả Rập Thống nhất hay UAE do Bộ Ngoại giao và Hợp tác Quốc tế nước này thực hiện.
Các Tiểu vương quốc Ả Rập Thống nhất có quan hệ ngoại giao và thương mại rộng rãi với hầu hết các quốc gia trên thế giới. Quốc gia này đóng vai trò quan trọng trong OPEC và là một trong những thành viên sáng lập của Hội đồng Hợp tác vùng Vịnh (GCC). UAE cũng là thành viên của Liên Hợp Quốc và một số cơ quan chuyên môn của Liên Hợp Quốc như Ngân hàng Thế giới, Quỹ Tiền tệ Quốc tế, Liên đoàn Ả Rập, Tổ chức Hợp tác Hồi giáo (OIC) và Phong trào Không liên kết. Ngoài ra, quốc gia này còn là một quan sát viên trong Cộng đồng Pháp ngữ. Hầu hết các quốc gia đều có cơ quan đại diện ngoại giao tại thủ đô Abu Dhabi với hầu hết các lãnh sự quán đều ở thành phố lớn nhất và đông dân nhất của Các Tiểu vương quốc Ả Rập Thống nhất, Dubai.

## Quan hệ đa phương
UAE đã gia nhập Liên Hợp Quốc, Liên đoàn Ả Rập và đã thiết lập quan hệ ngoại giao với hơn 60 quốc gia, bao gồm Trung Quốc, Nhật Bản, Hàn Quốc, Pakistan, Nga, Ấn Độ, Nepal, Hoa Kỳ và hầu hết các nước Tây Âu. Quốc gia này đóng vai trò vừa phải trong Tổ chức các nước xuất khẩu dầu mỏ (OPEC), Tổ chức các nước xuất khẩu dầu mỏ Ả Rập (OAPEC), Liên Hợp Quốc và Hội đồng hợp tác vùng Vịnh (GCC).
UAE tin rằng Liên đoàn Ả Rập cần được tái cấu trúc để trở thành một thể chế khả thi và muốn tăng cường sức mạnh cũng như khả năng tương tác của các lực lượng phòng thủ GCC.
UAE cũng tham gia vào các tổ chức thành viên Liên Hợp Quốc như Tổ chức Hàng không Dân dụng Quốc tế, Tổ chức Lao động Quốc tế, Liên minh Bưu chính Quốc tế, Tổ chức Y tế Thế giới, Tổ chức Sở hữu Trí tuệ Thế giới, Ngân hàng Thế giới, Quỹ Tiền tệ Quốc tế, Liên đoàn Ả Rập, Tổ chức Hợp tác Hồi giáo (OIC) và Phong trào Không liên kết.
Vào tháng 10 năm 2010, UAE đã được cấp tư cách quan sát viên tại Cộng đồng Pháp ngữ.
Do chính sách đối ngoại của UAE, hộ chiếu Tiểu vương quốc đã trở thành hộ chiếu cá nhân lớn nhất theo Xếp hạng hộ chiếu Henley năm 2018 trong thập kỷ qua, tăng thứ hạng toàn cầu lên 28 bậc. Theo Xếp hạng hộ chiếu Henley, kể từ ngày 28 tháng 3 năm 2019, công dân Các Tiểu vương quốc Ả Rập Thống nhất được miễn thị thực hoặc thị thực khi nhập cảnh vào 165 quốc gia và vùng lãnh thổ, xếp hạng hộ chiếu Tiểu vương quốc thứ 21 trên thế giới về quyền tự do đi lại.

## Quan hệ song phương

### Châu Phi
| Quốc gia     | Thời gian đặt quan hệ                                                                                       |
| ------------ | --- |
| Algeria      | 6 tháng 7 năm 1973                                                                                          |
| Trung Phi    | 22 tháng 5 năm 2009                                                                                         |
| Ai Cập       | 10 tháng 1 năm 1972, cắt đứt quan hệ ngoại giao 25 tháng 4 năm 1979, khôi phục lại vào 11 tháng 11 năm 1987 |
| Eritrea      | 28 tháng 6 năm 1993                                                                                         |
| Bờ Biển Ngà  | 30 tháng 5 năm 1994                                                                                         |
| Kenya        | 5 tháng 6 năm 1982                                                                                          |
| Liberia      | 6 tháng 5 năm 2009                                                                                          |
| Libya        | 24 tháng 5 năm 1972                                                                                         |
| Mali         | 18 tháng 8 năm 1981                                                                                         |
| Sierra Leone | 21 tháng 10 năm 1982                                                                                        |
| Senegal      | 23 tháng 7 năm 1973                                                                                         |
| Somalia      | 29 tháng 11 năm 1972                                                                                        |
| Somaliland   | |
| Tanzania     | 24 tháng 11 năm 1974                                                                                        |
| Tunisia      | ngày 14 tháng 6 năm 1972                                                                                    |

### Châu Mỹ
| Quốc gia  | Thời gian đặt quan hệ |
| --------- | --------------------- |
| Argentina | 27 tháng 2 năm 1974   |
| Barbados  | 8 tháng 1 năm 1996    |
| Belize    | 10 tháng 12 năm 1991  |
| Brazil    | 10 tháng 6 năm 1974   |
| Canada    | 2 tháng 2 năm 1974    |
| Chile     | 23 tháng 6 năm 1978   |
| Colombia  | 1 tháng 1 năm 1976    |
| Mexico    | 12 tháng 9 năm 1975   |
| Peru      | 17 tháng 6 năm 1986   |
| Hoa Kỳ    | 20 tháng 3 năm 1972   |
| Uruguay   | 1 tháng 4 năm 1980    |

### Châu Á
| Quốc gia       | Thời gian đặt quan hệ                                                   |
| -------------- | ----------------------------------------------------------------------- |
| Afghanistan    | 6 tháng 4 năm 1973                                                      |
| Armenia        | 25 tháng 6 năm 1998                                                     |
| Azerbaijan     | 1 tháng 9 năm 1992                                                      |
| Bahrain        | 25 tháng 8 năm 1992                                                     |
| Bangladesh     | 9 tháng 3 năm 1974                                                      |
| Trung Quốc     | 1 tháng 11 năm 1984                                                     |
| Georgia        | 20 tháng 10 năm 1992                                                    |
| Ấn Độ          | 23 tháng 2 năm 1972                                                     |
| Indonesia      | 1976                                                                    |
| Iran           | 28 tháng 10 năm 1972                                                    |
| Iraq           | 30 tháng 4 năm 1972                                                     |
| Israel         | 15 tháng 9 2020                                                         |
| Nhật Bản       | 4 tháng 5 năm 1972                                                      |
| Jordan         | 1972                                                                    |
| Kuwait         | 8 tháng 3 năm 1972                                                      |
| Maldives       | 15 tháng 3 năm 1978                                                     |
| Malaysia       | 11 tháng 9 năm 1974                                                     |
| Bắc Triều Tiên | 19 tháng 9 năm 2007 (quan hệ bị đình chỉ vào ngày 12 tháng 10 năm 2017) |
| Oman           | tháng 4 năm 1973                                                        |
| Pakistan       | 13 tháng 1 năm 1972                                                     |
| Qatar          | tháng 1 năm 1976, cắt đứt quan hệ ngoại giao 5 tháng 6 năm 2017         |
| Ả Rập Xê Út    | 21 tháng 8 năm 1974                                                     |
| Hàn Quốc       | 18 tháng 6 năm 1980                                                     |
| Sri Lanka      | 19 tháng 7 năm 1979                                                     |
| Thái Lan       | 12 tháng 12 năm 1975                                                    |
| Thổ Nhĩ Kỳ     | 21 tháng 3 năm 1973                                                     |
| Bắc Síp        |                                                                         |
| Việt Nam       | 1 tháng 8 năm 1993                                                      |

### Châu Âu
| Quốc gia       | Thời gian đặt quan hệ                            |
| -------------- | ------------------------------------------------ |
| Albania        | 3 tháng 6 năm 1992                               |
| Austria        |                                                  |
| Đan Mạch       | 18 tháng 1 năm 1975                              |
| Estonia        | 28 tháng 3 năm 2006                              |
| Phần Lan       | 21 tháng 2 năm 1975                              |
| Pháp           | 5 tháng 1 năm 1972                               |
| Đức            | 17 tháng 5 năm 1972                              |
| Hy Lạp         | tháng 11 năm 1973                                |
| Ireland        | 8 tháng 10 năm 1974                              |
| Kosovo         | 14 tháng 10 năm 2008                             |
| Hà Lan         | 24 tháng 5 năm1972                               |
| Bắc Macedonia  | 27 tháng 5 năm1996                               |
| Ba Lan         | 4 tháng 9 năm 1989                               |
| Nga            | 13 tháng 11 năm 1985                             |
| Serbia         | 21 tháng 3 năm 2007 (trước 15 tháng 11 năm 1986) |
| Tây Ban Nha    | 10 tháng 11 năm 1972                             |
| Ukraine        | 15 tháng 10 năm 1992                             |
| Vương quốc Anh | 6 tháng 12 năm 1971                              |

### Châu Đại Dương
| Quốc gia        | Thời gian đặt quan hệ |
| --------------- | --------------------- |
| Australia       | 16 tháng 3 năm 1975   |
| New Zealand     | 20 tháng 5 năm 1985   |
| Solomon Islands | 29 tháng 4 năm 2010   |
| Tuvalu          | 29 tháng 3 năm 2010   |

## Tranh chấp lãnh thổ
- Vị trí và tình trạng của ranh giới Ả Rập Xê Út không phải là cuối cùng, ranh giới trên thực tế phản ánh thông qua thỏa thuận năm 1974; không có ranh giới xác định với hầu hết Oman, nhưng đường hành chính phân ở phía Bắc.[14]
- Các Tiểu vương quốc Ả Rập Thống nhất tuyên bố chủ quyền với hai hòn đảo thông qua Tiểu vương quốc Ras Al Khaimah ở Vịnh Ba Tư hiện do Iran kiểm soát: Lesser Tunb (được Iran gọi là Tunb là Sughra trong tiếng Ả Rập và Jazireh-ye Tonb-e Kuchak trong tiếng Ba Tư của Iran) và Greater Tunb (được gọi là Tunb al Kubra trong tiếng Ả Rập bởi UAE và Jazireh-ye Tonb-e Bozorg trong tiếng Ba Tư bởi Iran);[14]
- UAE tuyên bố chủ quyền đối với một hòn đảo thông qua Tiểu vương quốc Sharjah ở Vịnh Ba Tư hiện do Iran quản lý (UAE gọi là Abu Musa trong tiếng Ả Rập và Jazireh-ye Abu Musa trong tiếng Ba Tư bởi Iran) - đảo mà Iran đã thực hiện các bước để thực hiện quyền kiểm soát đơn phương kể từ đó, 1992, bao gồm các hạn chế tiếp cận và xây dựng quân đội trên đảo.[15]